# 20290 Seanraj
20290 Seanraj è un asteroide della fascia principale. Scoperto nel 1998, presenta un'orbita caratterizzata da un semiasse maggiore pari a 2,2503193 UA e da un'eccentricità di 0,1485507, inclinata di 4,10756° rispetto all'eclittica.